# Seznam medailistů na letních olympijských hrách v dráhové cyklistice – muži vyřazené disciplíny

## Vyřazené disciplíny

### Rané olympiády (1896–1908)
Během prvních čtyř olympiád dráhová cyklistika zahrnovala rozličné disciplíny, které se konaly pouze na jedné či dvou olympiádách.

| Disciplína | LOH 1896 | LOH 1900 | LOH 1904 | LOH 1908 | Zlato                    | Stříbro                      | Bronz                   |
| ---------- | -------- | -------- | -------- | -------- | ------------------------ | ---------------------------- | ----------------------- |
| ⅓ km       | •        |          |          |          | Paul Masson (FRA)        | Stamatios Nikolopoulos (GRE) | Adolf Schmal (AUT)      |
| ¼ míle     |          |          | •        |          | Marcus Hurley (USA)      | Burton Downing (USA)         | Teddy Billington (USA)  |
| ⅓ míle     |          |          | •        |          | Marcus Hurley (USA)      | Burton Downing (USA)         | Teddy Billington (USA)  |
| 660 yardů  |          |          |          | •        | Victor Johnson (GBR)     | Émile Demangel (FRA)         | Karl Neumer (GER)       |
| ½ míle     |          |          | •        |          | Marcus Hurley (USA)      | Teddy Billington (USA)       | Burton Downing (USA)    |
| 1 míle     |          |          | •        |          | Marcus Hurley (USA)      | Burton Downing (USA)         | Teddy Billington (USA)  |
| 2 míle     |          |          | •        |          | Burton Downing (USA)     | Oscar Goerke (USA)           | Marcus Hurley (USA)     |
| 5 km       |          |          |          | •        | Benjamin Jones (GBR)     | Maurice Schilles (FRA)       | André Auffray (FRA)     |
| 5 mil      |          |          | •        |          | Charles Schlee (USA)     | George E. Wiley (USA)        | Arthur F. Andrews (USA) |
| 10 km      | •        |          |          |          | Paul Masson (FRA)        | Léon Flameng (FRA)           | Adolf Schmal (AUT)      |
| 20 km      |          |          |          | •        | Clarence Kingsbury (GBR) | Benjamin Jones (GBR)         | Joseph Werbrouck (BEL)  |
| 25 km      |          | •        |          |          | Louis Bastien (FRA)      | Louis Hildebrand (FRA)       | Auguste Daumain (FRA)   |
| 25 mil     |          |          | •        |          | Burton Downing (USA)     | Arthur F. Andrews (USA)      | George E. Wiley (USA)   |
| 100 km     | •        |          |          |          | Léon Flameng (FRA)       | Georgios Kolettis (GRE)      | neudělena               |
| 100 km     |          |          |          | •        | Charles Bartlett (GBR)   | Charles Denny (GBR)          | Octave Lapize (FRA)     |
| 12 hodin   | •        |          |          |          | Adolf Schmal (AUT)       | Frederick Keeping (GBR)      | neudělena               |

### Stíhací závod (jednotlivci)
| Rok      | Zlato                                     | Stříbro                             | Bronz                                                 |
| -------- | ----------------------------------------- | ----------------------------------- | ----------------------------------------------------- |
| LOH 1964 | Jiří Daler · Československo (TCH)         | Giorgio Ursi · Itálie (ITA)         | Preben Esaksson · Dánsko (DEN)                        |
| LOH 1968 | Daniel Rebillard · Francie (FRA)          | Mogens Frey Jensen · Dánsko (DEN)   | Xaver Kurmann · Švýcarsko (SUI)                       |
| LOH 1972 | Knut Knudsen · Norsko (NOR)               | Xaver Kurmann · Švýcarsko (SUI)     | Hans Lutz · Německo (GER)                             |
| LOH 1976 | Gregor Braun · Německo (GER)              | Herman Ponsteen · Nizozemsko (NED)  | Thomas Huschke · Německá demokratická republika (GDR) |
| LOH 1980 | Robert Dill-Bundi · Švýcarsko (SUI)       | Alain Bondue · Francie (FRA)        | Hans-Henrik Ørsted · Dánsko (DEN)                     |
| LOH 1984 | Steve Hegg · Spojené státy americké (USA) | Rolf Gölz · Západní Německo (FRG)   | Leonard Nitz · Spojené státy americké (USA)           |
| LOH 1988 | Gintautas Umaras · Sovětský svaz (URS)    | Dean Woods · Austrálie (AUS)        | Bernd Dittert · Německá demokratická republika (GDR)  |
| LOH 1992 | Chris Boardman · Velká Británie (GBR)     | Jens Lehmann · Německo (GER)        | Gary Anderson · Nový Zéland (NZL)                     |
| LOH 1996 | Andrea Collinelli · Itálie (ITA)          | Philippe Ermenault · Francie (FRA)  | Bradley McGee · Austrálie (AUS)                       |
| LOH 2000 | Robert Bartko · Německo (GER)             | Jens Lehmann · Německo (GER)        | Bradley McGee · Austrálie (AUS)                       |
| LOH 2004 | Bradley Wiggins · Velká Británie (GBR)    | Brad McGee · Austrálie (AUS)        | Sergi Escobar · Španělsko (ESP)                       |
| LOH 2008 | Bradley Wiggins · Velká Británie (GBR)    | Hayden Roulston · Nový Zéland (NZL) | Steven Burke · Velká Británie (GBR)                   |

### 50 km
| Rok      | Zlato                         | Stříbro                            | Bronz                             |
| -------- | ----------------------------- | ---------------------------------- | --------------------------------- |
| LOH 1920 | Henry George · Belgie (BEL)   | Cyril Alden · Velká Británie (GBR) | Piet Ikelaar · Nizozemsko (NED)   |
| LOH 1924 | Ko Willems · Nizozemsko (NED) | Cyril Alden · Velká Británie (GBR) | Harry Wyld · Velká Británie (GBR) |

### Madison
| Rok      | Zlato                                                  | Stříbro                                             | Bronz                                               |
| -------- | ------------------------------------------------------ | --------------------------------------------------- | --------------------------------------------------- |
| LOH 2000 | Austrálie (AUS) · Brett Aitken · Scott McGrory         | Belgie (BEL) · Etienne De Wilde · Matthew Gilmore   | Itálie (ITA) · Silvio Martinello · Marco Villa      |
| LOH 2004 | Austrálie (AUS) · Graeme Brown · Stuart O'Grady        | Švýcarsko (SUI) · Franco Marvulli · Bruno Risi      | Velká Británie (GBR) · Rob Hayles · Bradley Wiggins |
| LOH 2008 | Argentina (ARG) · Juan Esteban Curuchet · Walter Pérez | Španělsko (ESP) · Joan Llaneras · Antonio Tauler    | Rusko (RUS) · Michail Ignaťjev · Alexej Markov      |
| LOH 2020 | Dánsko (DEN) · Lasse Norman Hansen · Michael Mørkøv    | Velká Británie (GBR) · Ethan Hayter · Matthew Walls | Francie (FRA) · Donavan Grondin · Benjamin Thomas   |
| LOH 2024 | Portugalsko (POR) · Iúri Leitão · Rui Oliveira         | Itálie (ITA) · Simone Consonni · Elia Viviani       | Dánsko (DEN) · Niklas Larsen · Michael Mørkøv       |

### Bodovací závod
| Rok      | Zlato                            | Stříbro                                   | Bronz                               |
| -------- | -------------------------------- | ----------------------------------------- | ----------------------------------- |
| LOH 1984 | Roger Ilegems · Belgie (BEL)     | Uwe Messerschmidt · Západní Německo (FRG) | José Youshimatz · Mexiko (MEX)      |
| LOH 1988 | Dan Frost · Dánsko (DEN)         | Leo Peelen · Nizozemsko (NED)             | Marat Ganějev · Sovětský svaz (URS) |
| LOH 1992 | Giovanni Lombardi · Itálie (ITA) | Léon van Bon · Nizozemsko (NED)           | Cédric Mathy · Belgie (BEL)         |
| LOH 1996 | Silvio Martinello · Itálie (ITA) | Brian Walton · Kanada (CAN)               | Stuart O'Grady · Austrálie (AUS)    |
| LOH 2000 | Joan Llaneras · Španělsko (ESP)  | Milton Wynants · Uruguay (URU)            | Alexej Markov · Rusko (RUS)         |
| LOH 2004 | Michail Ignaťjev · Rusko (RUS)   | Joan Llaneras · Španělsko (ESP)           | Guido Fulst · Německo (GER)         |
| LOH 2008 | Joan Llaneras · Španělsko (ESP)  | Roger Kluge · Německo (GER)               | Chris Newton · Velká Británie (GBR) |

### Tandem
| Rok      | Zlato                                                      | Stříbro                                                             | Bronz                                                            |
| -------- | ---------------------------------------------------------- | ------------------------------------------------------------------- | ---------------------------------------------------------------- |
| LOH 1908 | Francie (FRA) · André Auffray · Maurice Schilles           | Velká Británie (GBR) · Frederick Hamlin · Horace Johnson            | Velká Británie (GBR) · Colin Brooks · Walter Isaacs              |
| 1912     | nezahrnuto v olympijském programu                          | nezahrnuto v olympijském programu                                   | nezahrnuto v olympijském programu                                |
| LOH 1920 | Velká Británie (GBR) · Thomas Lance · Harry Ryan           | Jihoafrická unie (RSA) · William Smith · James Walker               | Nizozemsko (NED) · Frans de Vreng · Piet Ikelaar                 |
| LOH 1924 | Francie (FRA) · Lucien Choury · Jean Cugnot                | Dánsko (DEN) · Edmund Hansen · Willy Hansen                         | Nizozemsko (NED) · Gerard Bosch van Drakestein · Maurice Peeters |
| LOH 1928 | Nizozemsko (NED) · Bernhard Leene · Daan van Dijk          | Velká Británie (GBR) · Ernest Chambers · John Sibbit                | Německo (GER) · Hans Bernhardt · Karl Köther                     |
| LOH 1932 | Francie (FRA) · Louis Chaillot · Maurice Perrin            | Velká Británie (GBR) · Ernest Chambers · Stanley Chambers           | Dánsko (DEN) · Harald Christensen · Willy Gervin                 |
| LOH 1936 | Německo (GER) · Ernst Ihbe · Carl Lorenz                   | Nizozemsko (NED) · Bernhard Leene · Hendrik Ooms                    | Francie (FRA) · Pierre Georget · Georges Maton                   |
| LOH 1948 | Itálie (ITA) · Renato Perona · Ferdinando Teruzzi          | Velká Británie (GBR) · Alan Bannister · Reginald Harris             | Francie (FRA) · Gaston Dron · René Faye                          |
| LOH 1952 | Austrálie (AUS) · Lionel Cox · Russell Mockridge           | Jihoafrická unie (RSA) · Raymond Robinson · Thomas Shardelow        | Itálie (ITA) · Antonio Maspes · Cesare Pinarello                 |
| LOH 1956 | Austrálie (AUS) · Joey Browne · Tony Marchant              | Československo (TCH) · Ladislav Fouček · Václav Machek              | Itálie (ITA) · Giuseppe Ogna · Cesare Pinarello                  |
| LOH 1960 | Itálie (ITA) · Giuseppe Beghetto · Sergio Bianchetto       | Tým sjednoceného Německa (EUA) · Jürgen Simon · Lothar Stäber       | Sovětský svaz (URS) · Vladimir Leonov · Boris Vasiljev           |
| LOH 1964 | Itálie (ITA) · Sergio Bianchetto · Angelo Damiano          | Sovětský svaz (URS) · Imants Bodnieks · Viktor Logunov              | Tým sjednoceného Německa (EUA) · Willi Fuggerer · Klaus Kobusch  |
| LOH 1968 | Francie (FRA) · Daniel Morelon · Pierre Trentin            | Nizozemsko (NED) · Leijn Loevesijn · Jan Janssen                    | Belgie (BEL) · Daniel Goens · Robert van Lancker                 |
| LOH 1972 | Sovětský svaz (URS) · Vladimir Semeněc · Igor Celovalnikov | Německá demokratická republika (GDR) · Jürgen Geschke · Werner Otto | Polsko (POL) · Andrzej Bek · Benedykt Kocot                      |

### 1000 m s pevným startem
| Rok      | Zlato                                                      | Stříbro                                          | Bronz                                                 |
| -------- | ---------------------------------------------------------- | ------------------------------------------------ | ----------------------------------------------------- |
| LOH 1928 | Willy Hansen · Dánsko (DEN)                                | Gerard Bosch van Drakestein · Nizozemsko (NED)   | Dunc Gray · Austrálie (AUS)                           |
| LOH 1932 | Dunc Gray · Austrálie (AUS)                                | Jacobus van Egmond · Nizozemsko (NED)            | Charles Rampelberg · Francie (FRA)                    |
| LOH 1936 | Arie van Vliet · Nizozemsko (NED)                          | Pierre Georget · Francie (FRA)                   | Rudolf Karsch · Německo (GER)                         |
| LOH 1948 | Jacques Dupont · Francie (FRA)                             | Pierre Nihant · Belgie (BEL)                     | Tommy Godwin · Velká Británie (GBR)                   |
| LOH 1952 | Russell Mockridge · Austrálie (AUS)                        | Marino Morettini · Itálie (ITA)                  | Raymond Robinson · Jihoafrická unie (RSA)             |
| LOH 1956 | Leandro Faggin · Itálie (ITA)                              | Ladislav Fouček · Československo (TCH)           | Alfred Swift · Jihoafrická unie (RSA)                 |
| LOH 1960 | Sante Gaiardoni · Itálie (ITA)                             | Dieter Gieseler · Tým sjednoceného Německa (EUA) | Rostislav Vargaškin · Sovětský svaz (URS)             |
| LOH 1964 | Patrick Sercu · Belgie (BEL)                               | Giovanni Pettenella · Itálie (ITA)               | Pierre Trentin · Francie (FRA)                        |
| LOH 1968 | Pierre Trentin · Francie (FRA)                             | Niels Fredborg · Dánsko (DEN)                    | Janusz Kierzkowski · Polsko (POL)                     |
| LOH 1972 | Niels Fredborg · Dánsko (DEN)                              | Daniel Clark · Austrálie (AUS)                   | Jürgen Schütze · Německá demokratická republika (GDR) |
| LOH 1976 | Klaus-Jürgen Grünke · Německá demokratická republika (GDR) | Michel Vaarten · Belgie (BEL)                    | Niels Fredborg · Dánsko (DEN)                         |
| LOH 1980 | Lothar Thoms · Německá demokratická republika (GDR)        | Alexandr Panfilov · Sovětský svaz (URS)          | David Weller · Jamajka (JAM)                          |
| LOH 1984 | Fredy Schmidtke · Západní Německo (FRG)                    | Curtis Harnett · Kanada (CAN)                    | Fabrice Colas · Francie (FRA)                         |
| LOH 1988 | Alexandr Kiričenko · Sovětský svaz (URS)                   | Martin Vinnicombe · Austrálie (AUS)              | Robert Lechner · Západní Německo (FRG)                |
| LOH 1992 | José Manuel Moreno · Španělsko (ESP)                       | Shane Kelly · Austrálie (AUS)                    | Erin Hartwell · Spojené státy americké (USA)          |
| LOH 1996 | Florian Rousseau · Francie (FRA)                           | Erin Hartwell · Spojené státy americké (USA)     | Takanobu Jumonji · Japonsko (JPN)                     |
| LOH 2000 | Jason Queally · Velká Británie (GBR)                       | Stefan Nimke · Německo (GER)                     | Shane Kelly · Austrálie (AUS)                         |
| LOH 2004 | Chris Hoy · Velká Británie (GBR)                           | Arnaud Tournant · Francie (FRA)                  | Stefan Nimke · Německo (GER)                          |